# Mesa electoral

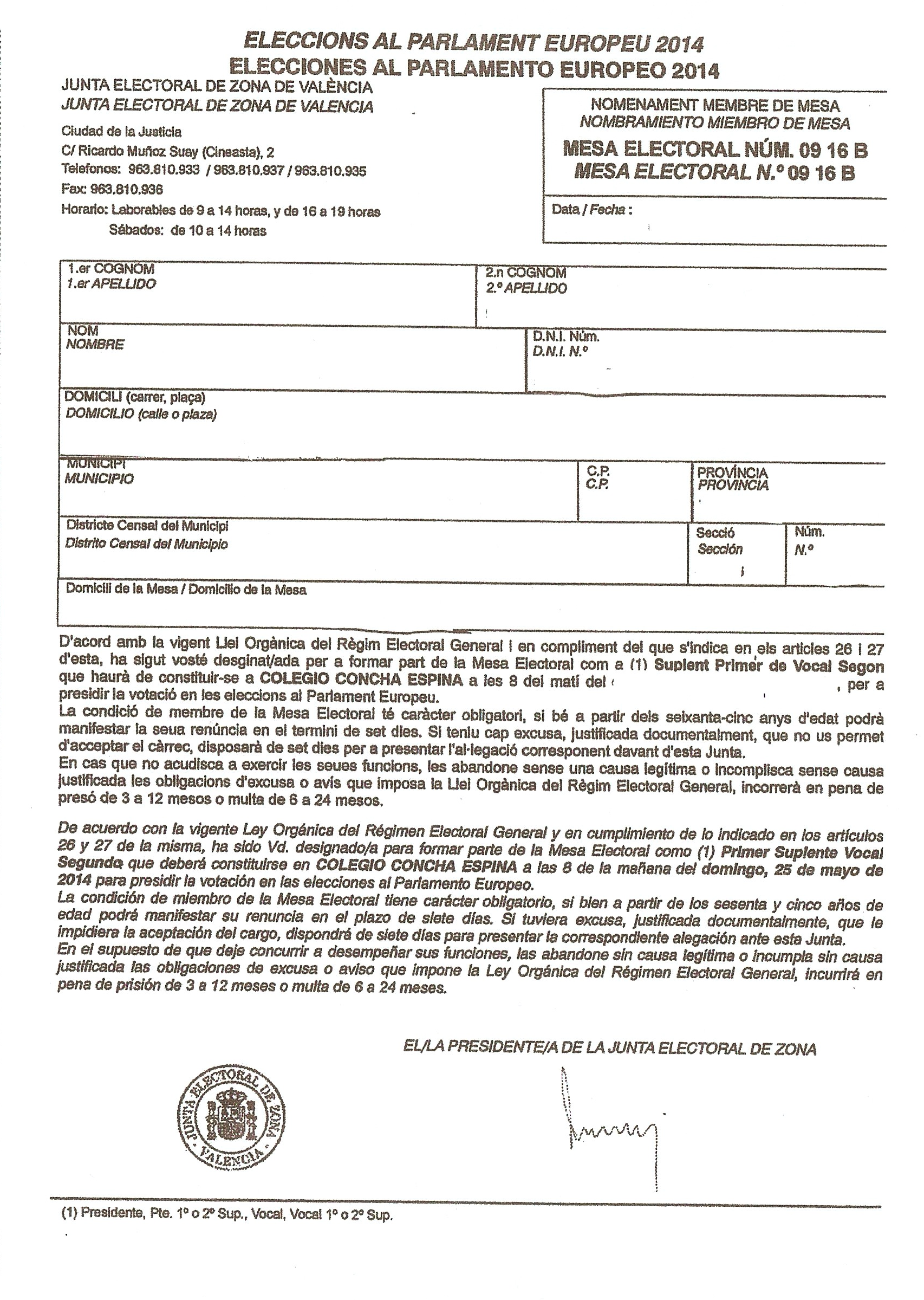
Nomenament de membre de mesa electoral. Eleccions al Parlament Europeu de 2014.

La mesa electoral és l'òrgan davant del qual s'emet el vot. La mesa controla el desenvolupament de la votació i du a terme el recompte i l'escrutini provisional. Una mesa electoral està formada per un president/a i dos vocals. Són òrgans formats per ciutadans elegits per sorteig, encarregats de rebre els vots dels ciutadans i de fer-ne el recompte en un procés d'eleccions. Els correspon presidir l'acte de votació, controlar el desenvolupament de la votació i realitzar el recompte i l'escrutini. La mesa forma part de l'Administració electoral.
Una mesa electoral sol estar formada per tres ciutadans: 1 president o presidenta i 2 vocals.
Cada mesa electoral correspon, en principi, a una secció electoral. Si el nombre d'electors d'una secció ho fa aconsellable o la població és molt disseminada, una secció electoral es pot dividir en diverses meses electorals, sempre que el resultat no doni que el nombre d'electors adscrits a una mesa és inferior a 200. L'àmbit geogràfic que correspon a una mesa el proposa l'ajuntament i el fixa l'Oficina del Cens Electoral.

## Mesa electoral a Espanya
La Mesa electoral a Espanya es constitueix amb tres càrrecs (president i dos vocals, més els suplents) per sorteig públic fet per l'ajuntament sota la supervisió de les Juntes Electorals de Zona. Si diverses eleccions coincideixen el mateix dia, la mesa val per a totes.
L'Oficina del Centre Electoral del Govern d'Espanya envia un correu postal amb la targeta censal que indica la mesa electoral on ha de votar el ciutadà. Aquest lloc correspon a una zona pròxima a on el ciutadà està empadronat, consultable a una web de l'Institut Nacional d'Estadística.
A la mesa electoral hi intervenen tres membres més els suplents: un president i dos vocals. Aquests són designats i tenen les següents obligacions:
- És obligatori ser-hi excepte si es té una causa justificada.
- La causa justificada per no treballar a la mesa electoral és: treballar en juntes electorals o administracions que fan tasques relatives amb la jornada electoral, ser bomber, metge, infermer o similar, si es té guàrdia i el responsable del servei comunica que no és substituïble; ser director de mitjans de comunicació d'informació general i cap d'informatius.
- L'horari és de 8:00 fins que acabe el recompte.
- Ser retribuït en la feina.
- Rebre una dieta de 62,92 euros, estant protegit per la Seguretat Social.
- L'endemà es té el dret de reducció de jornada de cinc hores.
- Si s'està patint una malaltia o condició de salut que incapaciten, cal certificar-ho.
- Els suplents actuen si la persona que substitueixen no es presenta.

### A Catalunya
La formació de les meses és competència dels ajuntaments, sota la supervisió de les juntes electorals de zona. Els membres de les meses electorals i els seus suplents es designen per sorteig públic entre totes les persones incloses en la llista d'electors de la mesa corresponent que sàpiguen llegir i escriure i que tinguin més de 18 anys i menys de 70.